# Святи Юр
Святи Юр (словац. Svätý Jur) — місто, громада округу Пезінок, Братиславський край, південно-західна Словаччина, Малокарпатський регіон. Кадастрова площа громади — 39,87 км².
Населення 5700 осіб (станом на 31 грудня 2017 року).

## Історія
Святи Юр згадується в 1209 році.

## Населення
| Рік:            | 1994. | 2004.   | 2014.    | 2024.   |
| --------------- | ----- | ------- | -------- | ------- |
| Кількість осіб: | 4529  | 4799    | 5500     | 6010    |
| Різниця:        |       | +5,96 % | +14,60 % | +9,27 % |

| Рік:            | 2023. | 2024.   |
| --------------- | ----- | ------- |
| Кількість осіб: | 5983  | 6010    |
| Різниця:        |       | +0,45 % |